# 돗토리현
돗토리현(일본어: 鳥取県)은 일본 혼슈의 동해 연안에 있는 현이다. 현청 소재지는 돗토리시이다. 인구는 55만명으로 일본에서 가장 인구가 적은 현이기도 하며, 산인 지방의 동쪽을 차지한다. 면적은 3,500km2로 전국에서 7번째로 작다. 기초 자치체는 4시 14정 1촌이고 시의 수가 가장 적은 현이다.

## 지리
일본 국토지리원의 전국 도도부현 시구정촌별 면적에 의하면 돗토리현의 면적은 3507.13km2이다. 돗토리현의 동서 남북 각각의 끝은 이하의 위치로 동서의 길이는 125.41km, 남북의 길이는 61.79km이다.

### 면적
현 동쪽에 돗토리 사구(일본어: 鳥取砂丘)이라고 불리는 유명한 모래 언덕이 있다.

### 지형
평야·분지·고원
- 돗토리 평야
- 구라요시 평야
- 요나고 평야

산지

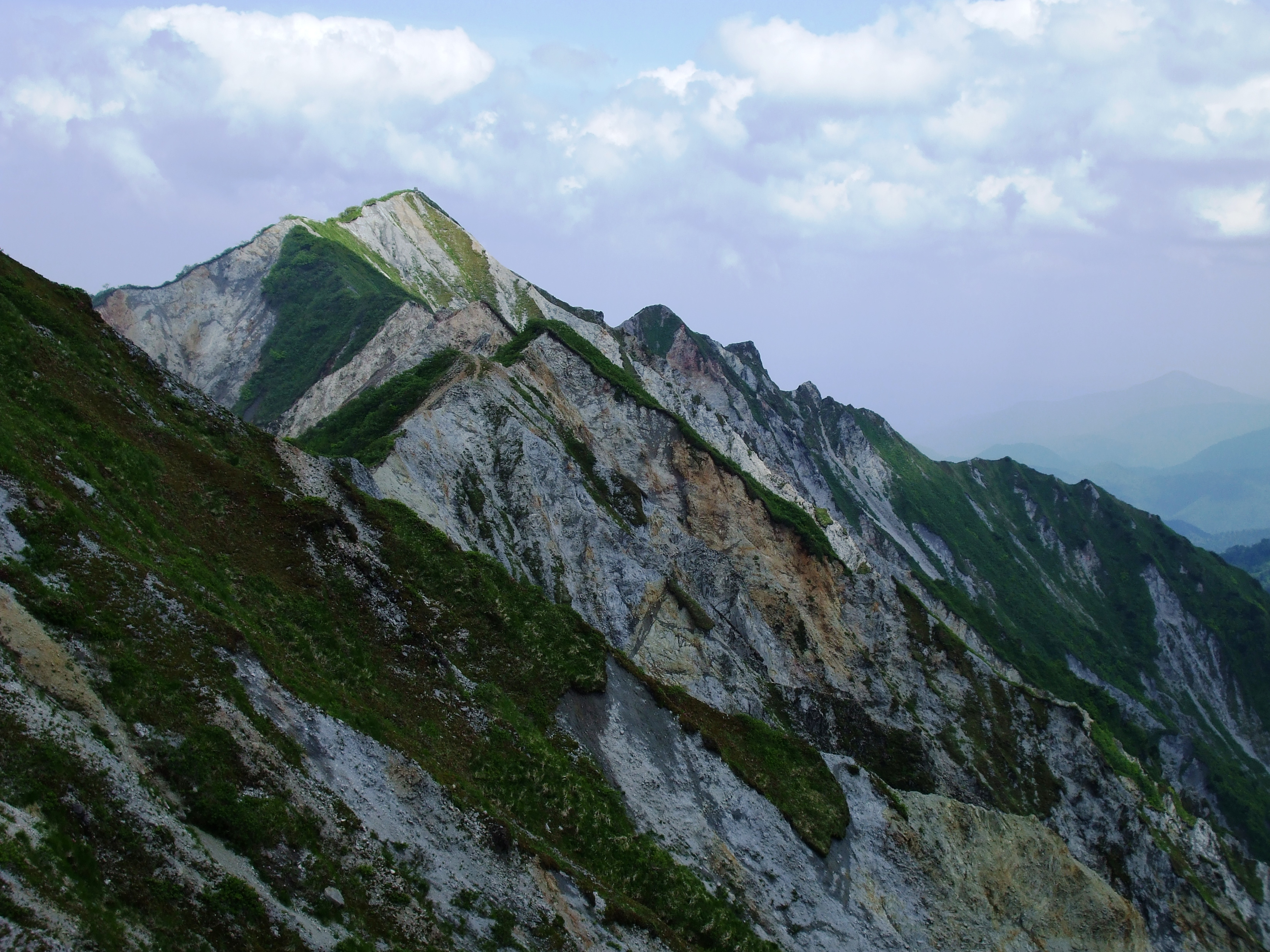
다이산

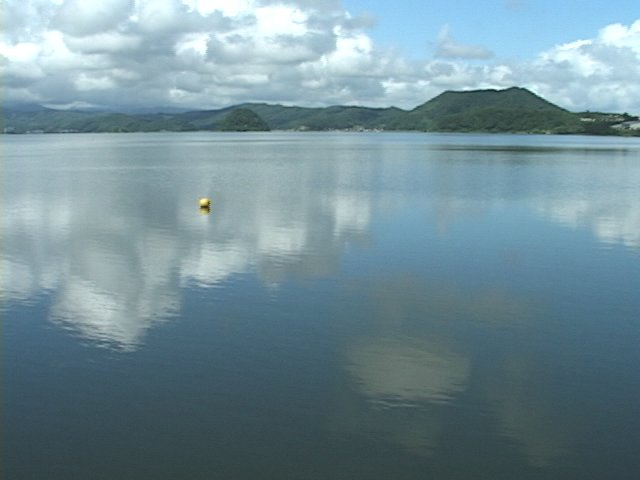
고야마못

- 주고쿠 산지: 다이산, 나기산, 효노산(효고현과의 경계)

강
- 센다이강
- 덴지강
- 히노강

호수
- 고야마못
- 도고못
- 나카우미호

바다
- 동해: 미호만 - 돗토리현 섬의 목록

반도·곶
- 유미가하마 반도(요미가하마 반도)

## 기후
돗토리현은 현내 거의 전역이 동해 측 기후로 전역이 폭설지대대책 특별조치법에 의거한 폭설지대로 지정되어 있다.(현내 전역의 폭설지대는 국내 최서단이며. 단 특별 폭설지대는 지정되어 있지 않다).
봄과 가을은 좋은 날이 많고 여름에는 남풍에 의한 현상으로 폭염일 수도 있지만 평야에서도 열대야는 적다.
겨울은 흐림이나 비, 눈이 내리는 날이 많지만 평야지역의 1월 평균기온은 4도대로 도쿄 교외나 아이치현 나고야시, 교토시와 비슷하여 추위가 심하지 않다. 요나고시 등 서부 연안부는 평년의 최고심적설은 20센티미터 정도로 비교적 눈은 적지만, 동쪽으로 갈수록 강설/적설량은 많아져, 돗토리시에서는 중심부에서도 평년에 40센티미터 이상의 최심적설을 관측한다. 동부에서는 JPCZ(동해 한대기단 수습대)의 영향을 받기 쉬운 돗토리시나 이와미정 등의 연안부가 지즈정 등의 내륙부보다 강설량이 많아지는 경우도 있다. 특히 다이산 주변의 내륙 산지는 산음일 폭설지대를 이루고 있어 추위도 심해 -15도 이하까지 내려가기도 한다.
| 평년치 (월단위) | 평년치 (월단위) | 연안부          | 연안부      | 연안부          | 연안부          | 연안부      | 연안부          | 연안부      | 연안부       | 내륙부       | 내륙부        |
| 평년치 (월단위) | 평년치 (월단위) | 이와미정 이와이 | 돗토리      | 돗토리시 고야마 | 돗토리시 아오야 | 구라요시    | 오야마정 시오쓰 | 요나고      | 사카이미나토 | 지즈         | 니치난정 찻집 |
| --------------- | --------------- | --------------- | ----------- | --------------- | --------------- | ----------- | --------------- | ----------- | ------------ | ------------ | ------------- |
| 평균 기온 (°C)  | 최난월          | 25.5 (8월)      | 27.0 (8월)  | 26.8 (8월)      | 25.9 (8월)      | 26.0 (8월)  | 26.0 (8월)      | 26.9 (8월)  | 27.0 (8월)   | 25.1 (8월)   | 23.1 (8월)    |
| 평균 기온 (°C)  | 최한월          | 3.5 (1월)       | 4.0 (1월)   | 4.5 (1월)       | 4.3 (1월)       | 4.2 (1월)   | 4.7 (2월)       | 4.4 (1월)   | 4.6 (1월)    | 1.6 (1월)    | −0.3 (1월)    |
| 강수량 (mm)     | 최다월          | 244.2 (9월)     | 204.0 (9월) | 192.9 (7월)     | 216.7 (9월)     | 217.9 (9월) | 226.2 (9월)     | 240.1 (7월) | 232.5 (7월)  | 229.9 (9월)  | 259.9 (7월)   |
| 강수량 (mm)     | 최소월          | 117.7 (4월)     | 108.6 (4월) | 80.1 (4월)      | 104.9 (4월)     | 100.7 (4월) | 102.3 (4월)     | 104.9 (4월) | 110.6 (4월)  | 123.1 (11월) | 118.8 (4월)   |

## 인구
돗토리현은 도도부현 중에서 가장 인구가 적으며, 정령지정도시 이외로는 최대인 지바현의 후나바시시나 사이타마현의 가와구치시, 가고시마현의 현청 소재지인 가고시마시, 도쿄도에서 유일한 중핵시이기도 한 하치오지시보다도 적다. 2010년 인구조사에서 588,418명으로 35년 만에 60만 명을 밑돌았다. 그러나 이후에도 심각한 인구 감소가 계속되고 있다.
인구 감소는 계속되고 있으며 2019년 7월 돗토리현의 추계 인구는 556,386명이었다.
현외로부터의 이주자는 연간 2,000명 정도. 휴가를 즐기기 쉬운 토지에서 일을 받는 「워크」를 내걸어 이주자 유치를 도모하고 있다.
|                                              | |
| 돗토리현의 전국의 연령별 인구 분포（2005년） | 돗토리현의 연령·남녀별 인구 분포（2005년）                                                                                |
| ■자주색 ― 돗토리현 ■녹색 ― 일본전국          | ■파랑색 ― 남자 ■빨간색 ― 여자                                                                                             |
| · 돗토리현의 인구추이                        | |
| 일본 총무성 통계국 국세조사 결과             | |
|                                              | 이 그래프는 더 이상 지원되지 않는 레거시 그래프 확장 기능을 사용하고 있습니다. 새로운 차트 확장 기능으로 변환해야 합니다. |

| 연도 | 인구    | ±%     |
| ---- | ------- | ------ |
| 1920 | 455,000 | —      |
| 1930 | 489,000 | +7.5%  |
| 1940 | 484,000 | −1.0%  |
| 1950 | 600,000 | +24.0% |
| 1960 | 599,000 | −0.2%  |
| 1970 | 569,000 | −5.0%  |
| 1980 | 604,000 | +6.2%  |
| 1990 | 616,000 | +2.0%  |
| 2000 | 613,289 | −0.4%  |
| 2010 | 588,667 | −4.0%  |
| 2020 | 560,517 | −4.8%  |

## 행정 구역

### 지역 구분
돗토리현 지역은 원래 이나바국, 호키국에 속했으며 4시, 5군, 14정, 1촌이 있다(정의 발음은「초(ちょう)」라고 읽고, 촌은「손(そん)」이라고 읽는다). 돗토리현 내부의 지역 구분은 동부·중부·서부로 구분하는 것이 일반적이며, 현청 소재지인 돗토리시를 중심으로 한 동부는 과거 이나바국, 구라요시시를 중심으로 한 중부와 요나고시와 사카이미나토시를 중심으로 한 서부는 이전의 호키국에 해당한다. 구 이나바의 동부에 대하여 같은 백기였던 서부와 중부를 총칭하여 중·서부와 두 개의 구분으로 구성되어 있다.。

### 동부 지역
과거 이나바국에 속한 지역이며, 돗토리 사구나 하쿠토 해안 등의 경승지가 있다. 현청 소재지이자 현 유일의 중핵시인 돗토리시는 액정 공장 등이 입지한 공업도시이기도 하다.
- 돗토리시(鳥取市)
- 이와미군(岩美郡)
  - 이와미정(岩美町)
- 야즈군(八頭郡)
  - 와카사정(若桜町), 지즈정(智頭町), 야즈정(八頭町

### 중부 지역
과거 호키국의 동부에 해당하는 지역이다. 구라요시 평야를 중심으로 하여 시라카베 토장군으로도 알려진 구라요시시를 중심으로 하고, 미사사온천, 하와이온천, 도고온천과 같은 온천지도 많다.
- 구라요시시(倉吉市)
- 도하쿠군(東伯郡)
  - 미사사정(三朝町), 유리하마정(湯梨浜町), 고토우라정(琴浦町), 호쿠에이정(北栄町)

### 서부 지역
과거 호키국의 서부에 해당하는 지역이다. 요나고 평야와 히노강 유역을 포함하는 지역이다. 주고쿠 지방 최고봉으로 일본 100대 명산 중 하나인 오야마(1,729m)가 있으며 예로부터 서쪽 이웃인 시마네현의 옛 이즈모국 지역과의 관계가 강하다.
- 요나고시(米子市)
- 사카이미나토시(境港市)
- 사이하쿠군(西伯郡)
  - 히에즈촌(日吉津村), 다이센정(大山町), 난부정(南部町), 호키정(伯耆町)
- 히노군(日野郡)
  - 니치난정(日南町), 히노정(日野町), 고후정(江府町)

## 역사
현 명칭은 「돗토리부」에서 유래했다.
돗토리현은 조몬 시대(기원전 14,000년~기원전 300년)의 유적으로 증명된 일본의 선사 시대에 제일 먼저 정착되었다. 현은 일본에서 가장 큰 야요이 시대(기원전 300년~기원후 250년)의 정착지로 알려진 무키반다 야요이 유적이 다이센시와 요나고시의 다이센산의 낮은 기슭에 위치하고 있다. 고분 시대(250년~538년)의 수많은 고분군들이 현 전역에 걸쳐 있다. 645년 다이카번의 개혁으로 현재의 돗토리현은 호키국과 이나바국의 두 율령국이 합쳐졌다.
돗토리는 헤이안 시대 후기의 다이라 씨와 미나모토 씨 사이의 겐페이 전쟁(1180년~1185년)에서 다이센지와 산부쓰지의 두 사찰에서 반다이라 세력의 근거지가 되었다. 가마쿠라 시대(1185년~1333년)가 시작될 무렵, 궁정과 여러 절들을 직접 지원하기 위해 쇼엔 영지가 설립되었다. 센고쿠 시대(15세기~17세기)에는 야마나 가문이 지배했지만 1600년 세키가하라 전투 이후 이 지역은 평정되었다. 도쿠가와 막부는 돗토리성에 이케다 가문을 세웠다. 에도 시대(1603년~1868년)까지 이 지역의 지배권을 유지했고, 이 지역의 자원들은 막부를 재정적·물질적으로 지원했다.
1868년 메이지 유신 때까지 두 율령국은 그대로 유지되었고 돗토리현의 경계는 1888년에 세워졌다. 20세기 한국(당시엔 조선)과 타이완의 점령과 1932년 괴뢰국인 만주국의 성립 이후, 돗토리 항구는 일본과 식민지 지역 사이의 활발한 물자 중계지 역할을 하였다. 제2차 세계 대전이 끝나기 전인 1943년에 일어난 돗토리 지진은 돗토리시의 80%를 파괴하고 주변 지역에 큰 피해를 입혔다. 전후에는 토지개혁이 실시되어 농업생산이 크게 증가하였다.

### 연혁
- 2005년 10월 1일 - 돗토리시가 산인 지방 최초의 특례시로 지정된다.
- 2011년 1월 1일 - 연말 한파의 영향으로 현 서부에서 기록적인 폭설이 내려 국도 9호선의 대정체와 철탑이 부러지는 등의 피해가 발생하였다.
- 2012년 9월 8일 - 돗토리를 포함한 10개 부현이 합동으로 해양 에너지 자원 개발 촉진 일본해연합을 설립하였다.
- 2013년 10월 8일 - 일본에서 처음으로 수화를 언어로 인정하는 조례를 현의회에서 가결했다.
- 2014년 11월 5일 - 관광 캠페인 기간 한정으로 '돗토리현'을 '가니토리현'으로 개명.

## 경제
돗토리현은 주요 농업 지대로 이곳에서 생산된 농산품은 주요 도시로 운반된다. 특산품으로는 나시 배, 나가이묘(미), 랏쿄(염부추), 네기(파)와 수박이 있다.

## 경제·산업

### 현내 총생산
돗토리현은 인구가 일본 국내에서 가장 적은 현이기 때문에 현내 총생산이 2008년 4월부터 2009년 3월까지 기준으로 1조 9927억 엔이었고, 2008년도 돗토리현 현민 경제 계산의 개요, 세계 속에서는 국내총생산(GDP)의 순위가 90위 정도인 나라와 같은 정도이다. 1인당으로 계산하면 와카야마현, 이와테현과 비슷하다. 또 1인당 현민 소득은 230.4만 엔으로 전국 평균의 83.7%이다. 이 수치는 구마모토현, 가고시마현과 비슷하다.
덧붙여서 돗토리현은 일본 내에서 스타벅스가 없는 유일한 현이었지만, 2015년 5월 23일에 돗토리현 1호점이 돗토리시의 돗토리역 남쪽 출구 부근에 개업했다. 이로써 스타벅스는 47개 도도부현에 모두 매장을 갖게 되었다. 그 후 이온몰 돗토리 북쪽 안에도 출점했다.

### 산업별 인구
- 1차 산업 10.9%
- 2차 산업 24.8%
- 3차 산업 64.3%

## 교통

### 철도
- 서일본 여객철도
  - 산인 본선
  - 하쿠비선
  - 인비선
  - 사카이선

- 와카사 철도
  - 와카사선

- 지즈 급행
  - 지즈선

### 도로
- 고속도로
  - 돗토리 자동차도(일본어판)
  - 요나고 자동차도(일본어판)
  - 산인 자동차도(일본어판)

- 국도
  - 국도 9호선
  - 국도 29호선
  - 국도 53호선
  - 국도 178호선
  - 국도 179호선
  - 국도 180호선
  - 국도 181호선
  - 국도 183호선
  - 국도 제313호선 (일본)(일본어판)
  - 국도 제373호선 (일본)(일본어판)
  - 국도 제431호선 (일본)(일본어판)
  - 국도 제482호선 (일본)(일본어판)

### 공항
- 돗토리 공항
- 미호 비행장

## 픽션
- 아테나: 전쟁의 여신 (2010년~2011년, SBS)